# 1.º Regimento de Cavalaria de Guardas
O 1º Regimento de Cavalaria de Guardas (1º RCG), oficialmente denominado como Dragões da Independência, é uma unidade do Exército Brasileiro, cuja missão principal é guarnecer as instalações da Presidência da República.

## História

### Antecedentes

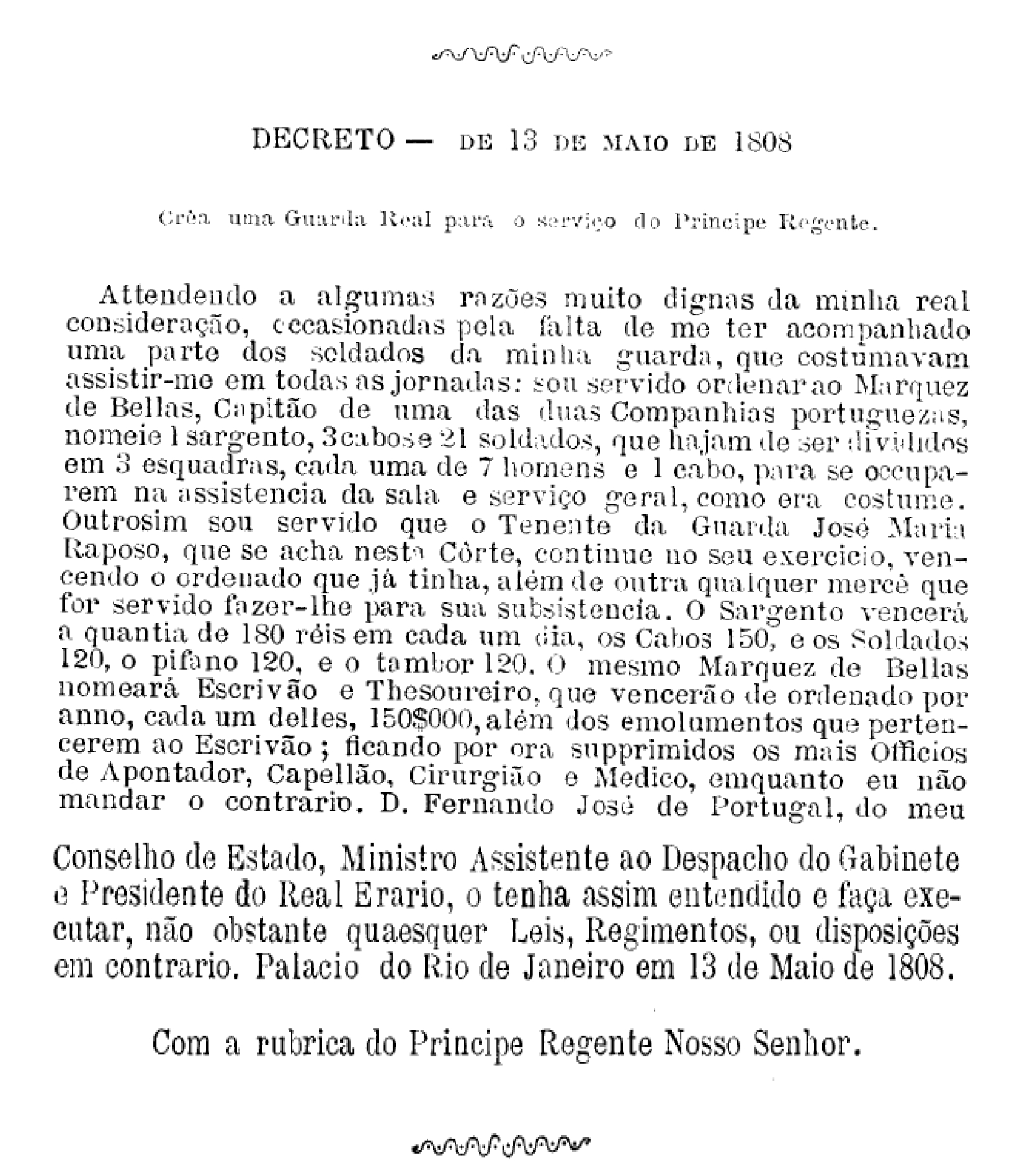
Decreto de Dom João VI criando os Dragões da Independência em 13 de maio de 1808.

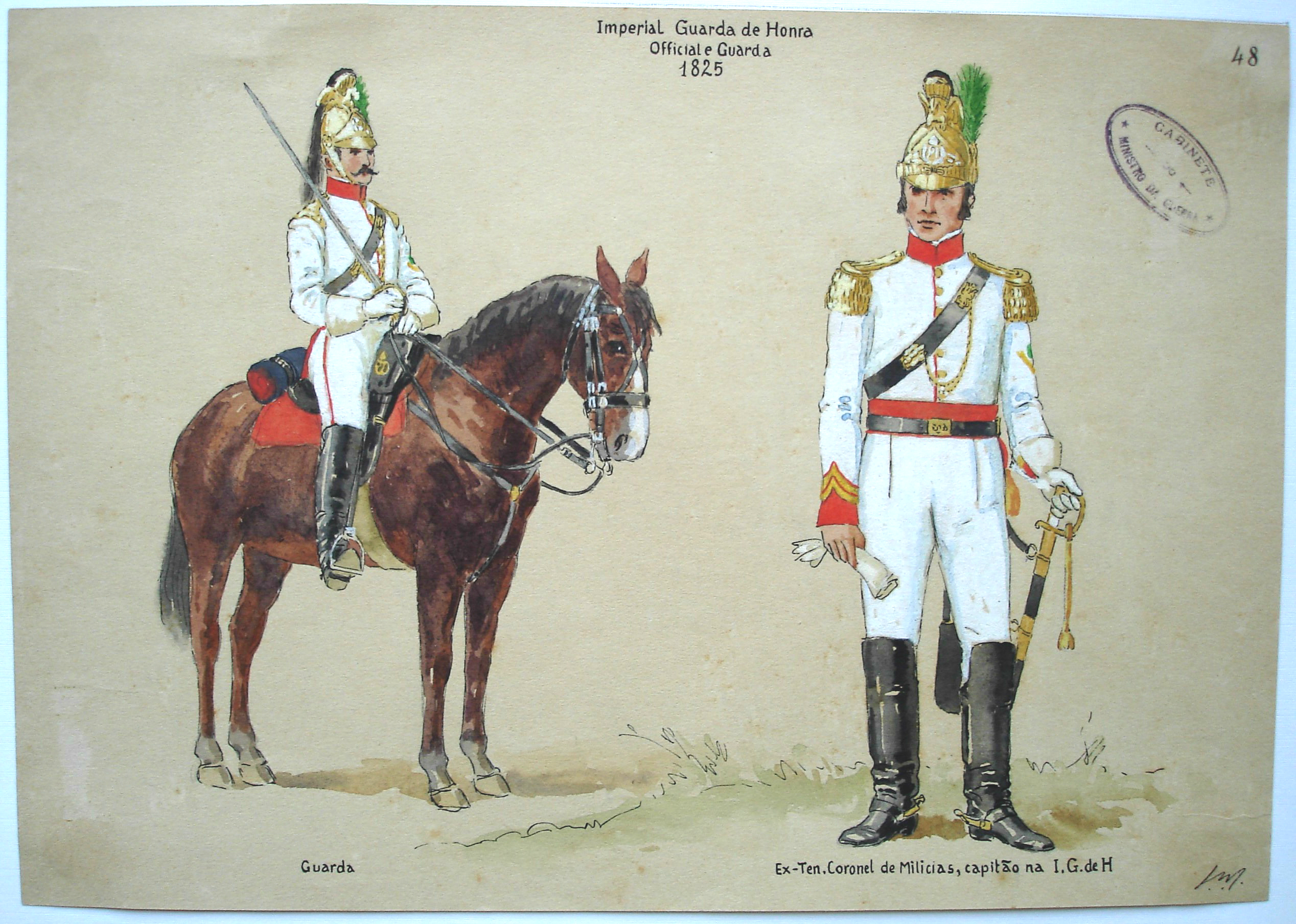
Uniformes da Imperial Guarda de Honra.

O atual 1º Regimento de Cavalaria de Guardas tem origem no Esquadrão de Cavalaria Ligeira da Guarda do Ilustríssimo e Excelentíssimo Vice-Rei do Estado, criado no Rio de Janeiro pela ordem régia de 31 de janeiro de 1765 do Rei D. José I de Portugal. A unidade foi organizada segundo o modelo dos esquadrões de dragões do Rio Grande do Sul e com oficiais destes.
O Esquadrão da Guarda do Vice-Rei foi reorganizado pelo então Príncipe Regente D. João, em 13 de maio de 1808 - quando a Corte Portuguesa transferiu-se para o Brasil, fugida da invasão napoleônica em Portugal - como 1º Regimento de Cavalaria do Exército.
Com a independência do Brasil, proclamada em 7 de setembro de 1822, e proclamação do Império brasileiro (1822-1889), transformou-se na Imperial Guarda de Honra (1822-1831). A criação se deu no dia 1º de dezembro de 1822, ou seja, quase três meses depois da Independência. O regimento é descrito pelo Exército Brasileiro como uma "unidade de elite de cavalaria ligada diretamente ao Imperador e que gozava de vários privilégios especiais, como por exemplo o de prestar honras militares apenas ao Imperador e à família imperial".

### O resgate da tradição histórica

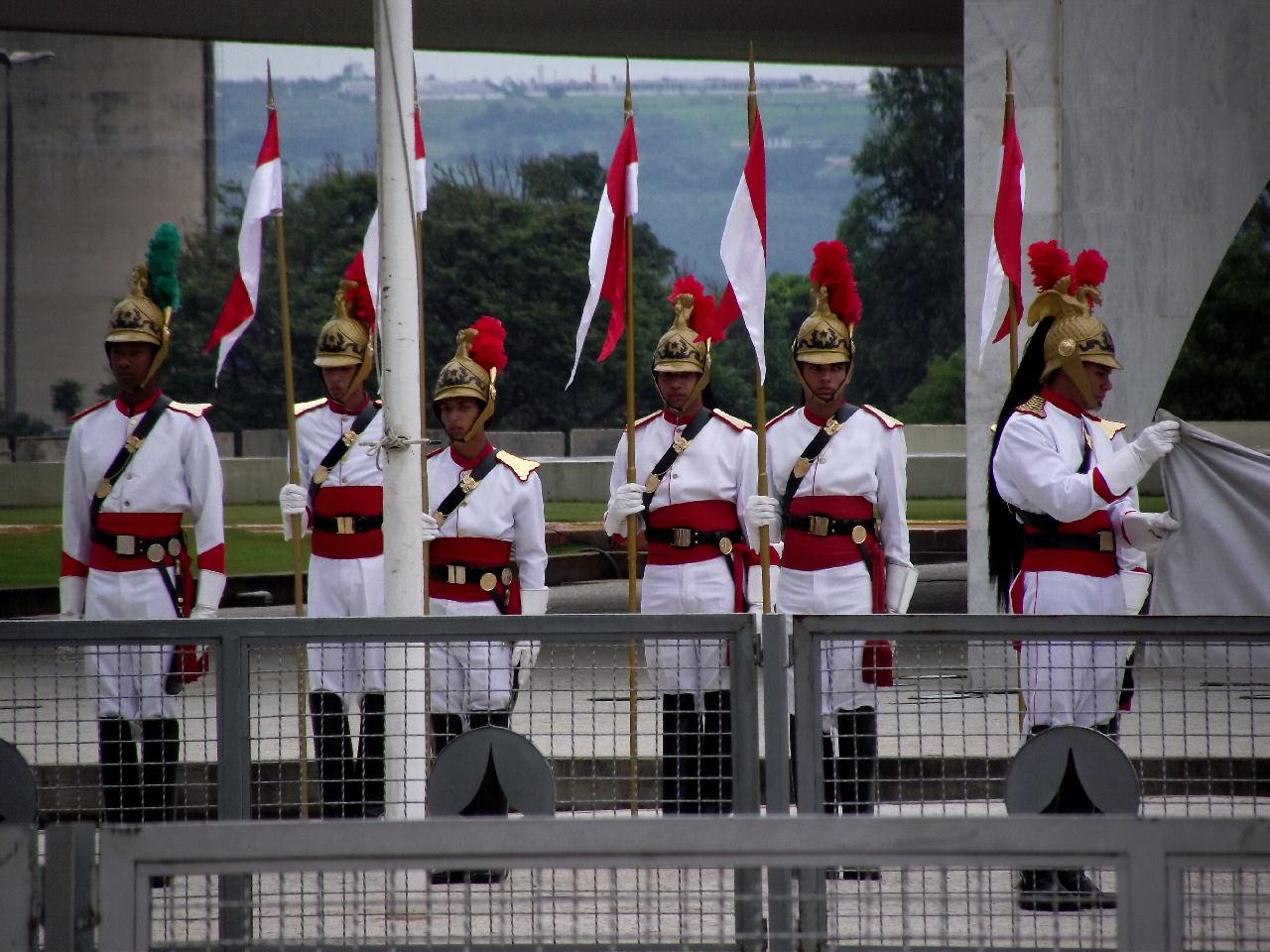
Dragões da Independência em guarda no Palácio do Planalto, Brasília (DF).

Em 1911, o deputado e historiador Gustavo Barroso iniciou uma ação no sentido de exaltar as tradições militares do Brasil. Após uma análise da cronologia do 1º RCG, apresentou em 1917 à Câmara dos Deputados um projeto de lei de sua autoria solicitando permissão para resgatar as tradições do regimento.
O Senado brasileiro conferiu aprovação final ao projeto de lei no ano de 1927, tendo o uniforme histórico da Imperial Guarda de Honra voltado a ser envergado pela unidade no desfile de comemoração do 7 de setembro daquele mesmo ano.
O 1º RCG participou dos principais momentos da História do Brasil, dentre eles a Independência do Brasil, a Guerra Cisplatina e a Proclamação da República. A origem do dístico histórico do Regimento é a solicitação pelo Marechal Deodoro da Fonseca de um cavalo, por ocasião da Proclamação da República. Neste evento o Alferes Eduardo José Barbosa entregou o baio de nº 6, sobre o dorso do qual o Marechal extinguiu o Império. Assim, historicamente, o Comandante do 1º RCG monta, tradicionalmente, um cavalo baio, identificado como o de nº 6.

Uniforme da guarda da honra de Imperador em 1825. (imagem: acervo da Biblioteca Pública de Nova Iorque, EUA).

## Organização
O 1º RCG é uma unidade híbrida do Exército Brasileiro sendo motorizado e hipomóvel.
As subunidades integrantes do Regimento são as seguintes:
- Esquadrão de Comando e Apoio (Esq C Ap)
- Esquadrão Cerimonial (Esq Crm)

- 1º Esquadrão de Dragões (1º Esq Drg)
- 2º Esquadrão de Dragões (2º Esq Drg)

- Centro Hípico Dragões da Independência(CHDI)

## O uniforme histórico

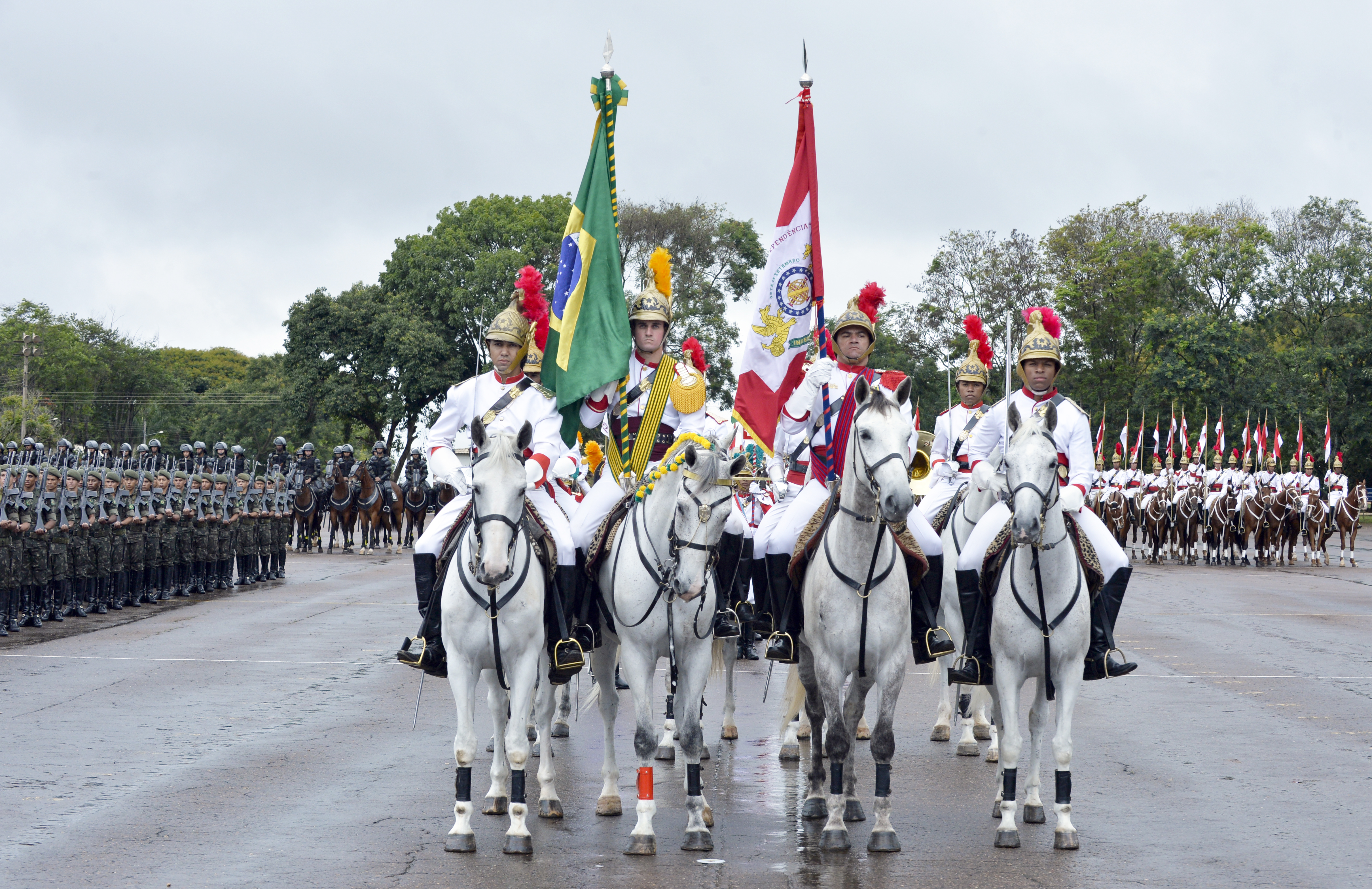
Cerimônia de passagem de comando do 1º Regimento de Cavalaria de Guardas - Dragões da Independência.

Para a confecção dos uniformes, em 1927 foram tirados moldes de peças autênticas pertencentes a antigos oficiais da Imperial Guarda de Honra no acervo do Museu Histórico Nacional, como as do barão de Sabará, tendo se recorrido à estampa de Jean-Baptiste Debret, que foi devidamente estudada e interpretada.
Algumas modificações foram introduzidas na ocasião: a sigla "PI" (Pedro I), que era usada como tope do capacete, foi substituída por uma estrela, e as Armas do Império, estampadas nos talins, foram substituídas pelas Armas da República. A cor dos penachos dos capacetes, que sofreu alterações também em dias mais atuais, ficou distribuída da seguinte forma:
- O branco é reservado ao comandante do regimento;
- O verde é utilizado pela Banda Musical;
- O amarelo é utilizado pelos oficiais até o posto de subcomandante;
- E o vermelho pelos praças.